# Vrede van Bazel (1795)
De Vrede van Bazel was een serie vredesverdragen die revolutionair Frankrijk in 1795 sloot met Pruisen, Spanje en Hessen-Kassel. 
De verdragen werden gesloten toen Pruisen en Spanje, na de Franse overwinningen in de Eerste Coalitieoorlog en de Franse bezetting van de Republiek der Zeven Verenigde Nederlanden in 1795, hadden besloten om de coalitie tegen Frankrijk te verlaten.

## Verdragen
De Vrede van Bazel bestond in feite uit drie verschillende vredesverdragen die alle in de Zwitserse stad Bazel gesloten werden. 
- Het eerste verdrag werd op 5 april met Pruisen gesloten. Hierbij erkende Pruisen de Franse republiek en stond alle gebieden ten westen van de Rijn aan Frankrijk af in afwachting van een algemene vrede met het Heilige Roomse Rijk. Frankrijk ontruimde alle veroverde gebieden ten oosten van de Rijn. Verder waren er geheime artikelen over toekomstige territoriale veranderingen.

- Het tweede vredesverdrag, op 22 juli, werd gesloten met Spanje, dat twee derde van het Antilliaanse eiland Hispaniola aan Frankrijk afstond, waarbij de Fransen het hele eiland in handen kregen. Hiermee werd de Pyreneeënoorlog tussen Frankrijk en Spanje beëindigd. Als dank voor zijn rol in de onderhandelingen kreeg de Spaanse premier Manuel de Godoy de eretitel Príncipe de la Paz ("Prins van de Vrede"). Spanje sloot zich in 1796 aan bij de Fransen en verklaarde de oorlog aan de Britten.

- Het laatste vredesverdrag, op 28 augustus werd gesloten met het landgraafschap Hessen-Kassel. Volgens artikel 5 bleven de burcht Rheinfels, Sankt Goar en het op de linker Rijnoever gelegen deel van het graafschap Katzenelnbogen bij Frankrijk tot de sluiting van een algemene vrede.

## Gevolgen
Na de Vrede van Bazel verloor Oostenrijk zijn belangrijkste bondgenoten op het Europese continent. De Franse generaal Napoleon Bonaparte nam in 1796 het commando van de Franse troepen in Noord-Italië, versloeg de Oostenrijkers en viel Oostenrijk zelf binnen.
Op 17 oktober 1797 tekenden de Fransen en Oostenrijkers de Vrede van Campo Formio, waarbij Oostenrijk grote gebieden aan Frankrijk en zijn vazalstaten moest afstaan, waaronder de Zuidelijke Nederlanden, die bij Frankrijk werden ingelijfd. Na vijf jaar oorlog was de Franse Revolutie gered. Frankrijk kwam uit de oorlog als de sterkste mogendheid van Europa.

## Andere verdragen in Bazel
- Vrede van Bazel (1499)
- Conventie van Bazel (1989)